# Chrysosoma exsul
Chrysosoma exsul är en tvåvingeart som först beskrevs av Octave Parent 1932.  Chrysosoma exsul ingår i släktet Chrysosoma och familjen styltflugor. Inga underarter finns listade i Catalogue of Life.